# Agrégation limitée par diffusion
Le modèle d'agrégation limitée par diffusion (en anglais Diffusion Limited Aggregation et abrégé en DLA) est un modèle mathématique de croissance aléatoire introduit en 1981 par Witten et Sander.
Ce modèle propose la création d'un système de particules (cluster), par agrégations successives. En particulier, dans le modèle d'agrégation externe, chaque particule effectue successivement une marche aléatoire depuis l'infini jusqu'à rencontrer le système, sur lequel elle vient s'agréger au niveau de la position d'impact.

## Modélisation mathématique

### Modèle discret
On considère le réseau discret {\displaystyle \mathbb {Z} ^{d}} où {\displaystyle d\geqslant 2}. Le modèle DLA construit une suite {\displaystyle (A_{n})_{n\in \mathbb {N} }} de sous-ensembles finis de {\displaystyle \mathbb {Z} ^{d}} de la manière suivante. On se donne initialement un système {\displaystyle A_{0}\subset \mathbb {Z} ^{d}}.
On construit ensuite par récurrence, les systèmes suivants. Soit {\displaystyle n\in \mathbb {N} ^{*}}, on suppose avoir construit les systèmes {\displaystyle A_{0},\dots ,A_{n}}. La distribution de la position d'impact de la particule sur le bord de l'ensemble {\displaystyle A_{n}} est définie par la mesure harmonique {\displaystyle \mu _{\partial A_{n}}} sur {\displaystyle \partial A_{n}}, où {\displaystyle \partial A_{n}} désigne le bord extérieur de l'ensemble {\displaystyle A_{n}} à savoir {\displaystyle \{x\in \mathbb {Z} ^{d},\,\mathrm {d} (x,A_{n})=1\}}. On tire un point {\displaystyle Y_{n}} sur le bord extérieur de {\displaystyle A_{n}} suivant {\displaystyle \mu _{\partial A_{n}}}. On pose alors,
{\displaystyle A_{n+1}=A_{n}\cup \{Y_{n}\}}.
La mesure harmonique, ici considérée, se construit de la manière suivante. Pour une marche aléatoire simple symétrique, {\displaystyle (X_{n})_{n\in \mathbb {N} }}, on se donne un ensemble {\displaystyle E\subset \mathbb {Z} ^{d}} et un point {\displaystyle x\in \mathbb {Z} ^{d}}. La mesure harmonique {\displaystyle H_{E}(x,\cdot )} sur {\displaystyle E} partant de {\displaystyle x} est définie par
{\displaystyle H_{E}(x,y)=\mathbb {P} _{x}(X_{\tau (E)}=y\ |\ \tau (E)<+\infty )},
où {\displaystyle \tau (E)} désigne le temps d'atteinte de {\displaystyle E} par la marche aléatoire {\displaystyle (X_{n})_{n\in \mathbb {N} }} à savoir {\displaystyle \inf\{t\in \mathbb {N} ,\ X_{t}\in E\}}, et {\displaystyle \mathbb {P} _{x}} la probabilité gouvernant la marche aléatoire commençant à {\displaystyle x}.
En particulier, si l'ensemble {\displaystyle E} est fini, la quantité {\displaystyle H_{E}(x,y)} possède une limite {\displaystyle \mu _{E}(y)} quand {\displaystyle |x|\to +\infty }. La fonction {\displaystyle \mu _{E}} ainsi définie est en fait une mesure de probabilité sur l'ensemble {\displaystyle E} et correspond à la distribution du point d'impact sur {\displaystyle E} d'une marche aléatoire commençant « à l'infini ».
L'un des seuls résultats mathématiques concernant ce modèle est dû à Harry Kesten, qui démontre une borne supérieure asymptotique de la taille d'un système.
(Kesten 1990) —  
Il existe une famille de constantes {\displaystyle (C_{d})_{d\geqslant 2}} telles que, presque sûrement, à partir d'un certain rang
{\displaystyle r(n)\leqslant C_{d}n^{2/(d+1)}\quad {\text{si }}d\neq 3,}
{\displaystyle r(n)\leqslant C_{3}(n\log n)^{1/2}\quad {\text{si }}d=3,}
où {\displaystyle r(n)=\max\{\|x\|,x\in A_{n}\}}.